# Amurska Organizacja Wojskowa
Amurska Organizacja Wojskowa (ros. Амурская Военная Организация) – konspiracyjna organizacja wojskowa Białych na początku lat 20. XX wieku w Mandżurii.
Organizacja została utworzona na początku 1921 r., po pierwszych klęskach wojsk Białych na Dalekim Wschodzie. Na jej czele stanął gen. Jefim G. Syczow. Składała się z wojskowych, głównie kozackich, z obwodu amurskiego, którzy ewakuowali się do Mandżurii. W 1922 r. liczyła ok. 1,5 tys. ludzi. Początkowo wspierała wojska Armii Dalekowschodniej poprzez przedstawiciela organizacji we Władywostoku, którym był gen. Roman A. Wiertoprachow. Po ostatecznej przegranej Białych na Dalekim Wschodzie w 1922 r., prowadziła działalność dywersyjno-rozpoznawczą na pogranicznych terenach ZSRR, wysyłając przez granicę drobne oddziały i grupy wojskowe. Siedzibą organizacji zostało pograniczne miasto Sachalian. Współpracowano ściśle z Zabajkalską Organizacją Wojskową gen. Iwana F. Szilnikowa.
Amurska Organizacja Wojskowa odegrała czołową rolę w organizacji zazejskiego powstania na początku 1924 r. Po jego szybkim upadku jeden ze współpracowników gen. J.G. Syczowa, płk Kisielew, rozpoczął aktywne przygotowania do wybuchu kolejnego wystąpienia, organizując oddział złożony z uchodźców z obwodu amurskiego. Dowiedziała się o tym OGPU i jej działania doprowadziły do likwidacji oddziału jeszcze przed przekroczeniem granicy. Po tym niepowodzeniu działalność organizacji zamarła.